# Erskine-Eishafen
Der Erskine-Eishafen (norwegisch Erskinebukta, übersetzt Erskinebucht) ist ein 5 km breiter und 10 km langer Eishafen mit südöstlicher Ausdehnung an der Prinzessin-Astrid-Küste des ostantarktischen Königin-Maud-Lands. Er stellt eine mehr oder weniger permanente Bucht dar, die an der Front eines der Küste vorgelagerten Schelfeises liegt.
Die Besatzung des Eisbrechers USS Glacier, die im März 1956 bei der ersten Operation Deep Freeze diesen Küstenabschnitt vermaß, benannte ihn als General Erskine Bay. Das Advisory Committee on Antarctic Names wandelte diese Benennung im Jahr 1956 ab, um der eigentlichen Natur des Objekts besser zu entsprechen. Namensgeber ist General Graves Blanchard Erskine (1897–1973) vom United States Marine Corps, welcher als Leiter des Amtes für Sonderaufgaben der United States Navy bei den Expeditionsvorbereitungen der ersten Operation Deep Freeze behilflich war.